# 窝赛乡
窝赛乡，是中华人民共和国青海省果洛藏族自治州达日县下辖的一个乡镇级行政单位。

## 行政区划
窝赛乡下辖以下地区：
康巴牧委会、直却牧委会和依隆牧委会。